# Lijst van steden in Mali
Dit is de lijst van steden in Mali. In dit Afrikaanse land is de gemeente (commune) de bestuurlijke eenheid van het derde niveau, na de regio's en de cercles. Er zijn twee soorten gemeenten: de 666 rurale gemeenten (commune rurale) en de  37 urbane gemeenten (commune urbaine), de steden dus.

## Alfabetische lijst
Bandiagara (5) • Bougouni (3) • Bourem (7) • Commune I (11) • Commune II (11) • Commune III (11) • Commune IV (11) • Commune V (11) • Commune VI (11) • Diré (6) • Djenné (5) • Douentza (5) • Fatao (1) • Fégui (1) • Gao (7) • Gouméra (1) • Goundam (6) • Karan (2) • Kati (2) • Kayes (1) • Kidal (8) • Kita (1) • Koulikoro (2) • Kouniakary (1) • Kourouninkoto (1) • Koutiala (3) • Mopti (5) • Nioro (1) • San (4) • Ségou (4) • Sikasso (3) • Somankidy (1) • Ténenkou (5) • Tombouctou (6) • Toya (1) • Troungoumbé (1) • Youri (1).
Het nummer tussen haakjes verwijst naar de regio: 1 = Kayes; 2 = Koulikoro; 3 = Sikasso; 4 = Ségou; 5 = Mopti; 6 = Tombouctou; 7 = Gao; 8 = Kidal; 9 = Ménaka; 10 = Taoudéni; 11 = hoofdstedelijk district Bamako.